# John Osborne

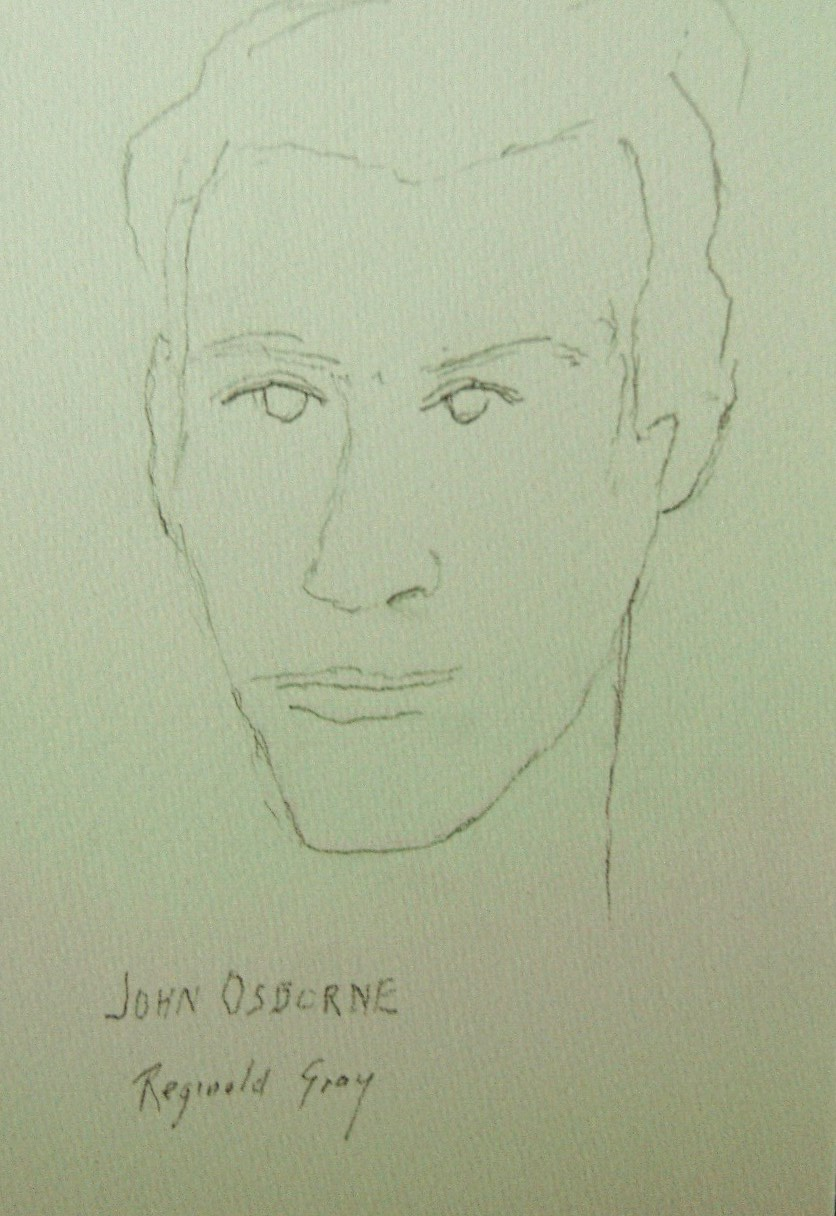
John Osborne (Reginald Gray, 1957)

John James Osborne (* 12. Dezember 1929 in London, England; † 24. Dezember 1994 in Shropshire, England) war ein britischer Dramatiker. Internationale Bekanntheit erlangte er mit seinem Werk Blick zurück im Zorn, das zum programmatischen Text der Angry Young Men avancierte und eine neue Phase in der Entwicklung des modernen englischen Theaters einleitete.

## Leben
John Osborne wurde im Londoner Stadtteil Fulham als Sohn eines Werbetexters geboren. Er erhielt seine Schulbildung auf dem Balmont College in Devon, wurde aber nach einer Attacke auf den Schulleiter der Schule verwiesen.
Danach schlug es ihn zum Theater, wo er zunächst eine Anstellung als Inspizient und schließlich als Schauspieler fand. Gleichzeitig versuchte er sich als Schriftsteller, und zwei seiner frühen Dramen The devil inside her und Personal Enemy wurden auf kleineren Bühnen aufgeführt, bevor er 1956 sein erfolgreichstes Drama Look Back in Anger (dt.: Blick zurück im Zorn), das noch im naturalistischen Stil verfasst war, der neu gegründeten English Stage Company an Londons Royal Court Theatre vorlegte. Die Truppe unter der künstlerischen Leitung von George Devine sah in dem Drama die wütende und aufwühlende Ausdrucksweise eines neuen Nachkriegsempfindens und nahm das Stück kurzerhand als eines von dreien in ihren Spielplan auf. Die Kritiken waren gemischt, aber Kenneth Tynan – einer der einflussreichsten Kritiker dieser Zeit – lobte es begeistert: „Jemanden, der sich Blick zurück im Zorn nicht ansehen will, könnte ich nicht lieben!“, sagte er, „Es ist das beste neue Stück dieses Jahrzehnts.“ Das Drama entwickelte sich schnell zu einem kommerziellen Erfolg, auch in den Vereinigten Staaten, wo es am Broadway gespielt und schließlich mit Richard Burton in der Hauptrolle verfilmt wurde.
Im Kontext der Uraufführung von Look Back in Anger wurde der Ausdruck Angry Young Men geprägt, als dessen programmatischer Vertreter Osborne bald international wahrgenommen wurde.
Sein nächstes Werk war The Entertainer (dt. Der Entertainer), das 1957 ebenfalls am Royal Court Theatre uraufgeführt wurde (in der Hauptrolle Laurence Olivier) und von dem behauptet wird, dass es durch Bertolt Brechts Arbeiten inspiriert sei. Dies ist eine Behauptung, die Osborne immer abstritt. Dennoch kann man in seinen Stücken erkennen, dass auch Osborne mit den Mitteln der Verfremdung spielte, eine Technik, die maßgeblich von Bertolt Brecht begründet wurde. Ob er nun bewusst brechtsche Theatertheorie anwendet oder nicht, seine Stücke verschafften ihm vor allem bei der Jugend große Achtung. The Entertainer bedient sich der Metapher der aussterbenden britischen Varieté-Tradition (Music Hall), um auf das Britische Empire anzuspielen, dessen Untergang durch den Abzug der Flotten aus dem Sueskanal deutlich wurde.
Luther (1961) und Inadmissible Evidence (1964) sind ausdrucksstarke Dramen, die Osbornes rhetorische Fähigkeiten, eine mehr als deutliche Sprache zu sprechen, gekonnt einsetzen und es dabei dennoch schaffen, Komplexität, Zweideutigkeit und Tiefe in den Plot einzuweben. A Patriot for me (Ein Patriot für mich) 1965 thematisiert Homosexualität zur Zeit der Jahrhundertwende, indem es die Geschichte des österreichischen Spions Alfred Redl aufgreift.
A Hotel in Amsterdam wird oft unterschätzt, während A Sense of Detachment (1975) trotz seiner Unkonventionalität und der neo-avantgardistischen Sichtweise bei den Kritikern durchfiel; Osbornes Gesellschaftsentwurf galt als überholt. Osbornes Werke wurden nun nicht mehr vom Royal Court Theatre aufgeführt und seine Stücke büßten im Laufe der folgenden Jahre an Qualität ein. Sein letztes Stück Deja vu (1991), eine Fortsetzung von Blick zurück im Zorn, lässt die ehemalige Kraft seines Könnens erahnen, insgesamt wirkt es aber zu nörglerisch, um an das Feuer von Blick zurück im Zorn anknüpfen zu können.
John Osborne schrieb nicht nur Dramen, sondern auch Drehbücher, hauptsächlich Adaptationen seiner eigenen Werke. Für Tom Jones – Zwischen Bett und Galgen, eine Adaptation des Romans Tom Jones: Die Geschichte eines Findelkindes von Henry Fielding aus dem Jahre 1749, wurde er 1964 mit dem Oscar ausgezeichnet und gewann zudem einen BAFTA in der Kategorie Bestes britisches Drehbuch.
In einigen Filmen ist John Osborne auch als Schauspieler zu sehen, unter anderem in Erste Liebe (1970), Jack rechnet ab (1971), Tomorrow never comes (1978) und Flash Gordon (1980). In den letzten zehn Jahren seines Lebens erntete Osborne viel Anerkennung (aber auch Schmähungen) für die zweibändige Autobiographie A Better Class of Person (1981) und Almost a Gentleman (1991), in der er mit ätzender Feder schonungslos ehrlich mit Feinden, seien sie nun aus der Familie, der Gesellschaft oder der Theaterszene, abrechnete. Dies schloss auch seine Ex-Frau, die Schauspielerin Jill Bennett, ein.
Seine Offenheit und Originalität trafen den Zeitgeist und beeinflussten andere britische Dramatiker wie Harold Pinter und Arnold Wesker. Er setzte zum ersten Mal gezielt den Slang und die Vulgärsprache ein.
John Osborne starb an den Folgen seines Diabetes.
Osborne war insgesamt fünf Mal verheiratet, darunter von 1963 bis 1968 mit Penelope Gilliatt. Aus dieser Beziehung stammt ein Kind. Aus der zuvorgehenden Ehe mit Mary Ure (1957–1963) gingen zwei Kinder hervor.

## Filmografie (Auswahl)
Drehbuch
- 1959: Blick zurück im Zorn (Look Back in Anger)
- 1962: Tom Jones – Zwischen Bett und Galgen (Tom Jones)
- 1976: Das Bildnis des Dorian Gray
- 1968: Der Angriff der leichten Brigade (The Charge of the Light Brigade)
- 1995: England, mein England – Henry Purcell (England, my England)

Literarische Vorlage
- 1959: Blick zurück im Zorn (Look back in anger)
- 1960: Der Komödiant (The Entertainer)
- 1964: Luther
- 1965: Luther
- 1968: Luther
- 1974: Luther
- 1976: Der Entertainer (The Entertainer)

Als Schauspieler
- 1969: The First Night of 'Pygmalion' (Fernsehfilm)
- 1970: Erste Liebe
- 1971: Jack rechnet ab (Get Carter)
- 1978: Morgen gibt es kein Erwachen (Tomorrow Never Comes)
- 1980: Flash Gordon